# Cristian Gațu
Cristian Gațu (nació el 20 de agosto de 1945, en Bucarest) es un exjugador rumano de balonmano masculino.
Obtuvo la medalla de bronce con la selección de balonmano masculino de Rumania en los Juegos Olímpicos de 1972 y luego obtuvo la medalla de plata con Rumania en los Juegos Olímpicos de 1976. Ganó el Campeonato Mundial de Balonmano Masculino en 1970 y 1974. Además de eso, ganó la Liga de Campeones de la EHF con el equipo de balonmano masculino del Steaua de Bucarest, en 1977. Gațu fue el presidente de la Federación Rumana de Balonmano desde 1996 hasta 2014.

## Equipos
- Rapid Bucarest (1963–1964)
- Știința Bucarest (1964–1968)
- Steaua Bucarest (1968–1978)
- Polisportiva Follonica (1981–1983) Jugador-entrenador

## Palmarés

### Steaua de Bucarest
- Liga de Rumania  (10): 1968, 1969, 1970, 1971, 1972, 1973, 1974, 1975, 1976, 1977
- Liga de Campeones (1): 1977

### Selección Rumana

#### Campeonato del Mundo
- Medalla de oro en el Campeonato Mundial de 1970
- Medalla de oro en el Campeonato Mundial de 1974
- Medalla de bronce en el Campeonato Mundial de 1967

#### Juegos Olímpicos
- Medalla de plata en los Juegos Olímpicos de Montreal 1976
- Medalla de bronce en los Juegos Olímpicos de Múnich 1972